# Teucholabis foersteri
Teucholabis foersteri är en tvåvingeart som beskrevs av Alexander 1952. Teucholabis foersteri ingår i släktet Teucholabis och familjen småharkrankar. Inga underarter finns listade i Catalogue of Life.